# Chung kết UEFA Nations League 2023
Trận chung kết UEFA Nations League 2023 là trận đấu cuối cùng để xác định đội thắng cuộc tại vòng chung kết của UEFA Nations League 2022–23, mùa giải thứ ba của giải đấu quốc tế do UEFA tổ chức. Trận đấu được diễn ra vào ngày 18 tháng 6 năm 2023 trên sân vận động De Kuip tại Rotterdam, Hà Lan, và chứng kiến màn tranh tài giữa đội tuyển Croatia và đội tuyển Tây Ban Nha.

## Địa điểm
Sân vận động De Kuip được Hiệp hội bóng đá Hoàng gia Hà Lan lựa chọn là một trong hai sân vận động cùng với De Grolsch Veste tổ chức vòng chung kết UEFA Nations League 2023. Do Johan Cruyff Arena – sân vận động lớn nhất Hà Lan đặt tại Amsterdam – không thể tổ chức do đã được lên lịch để tổ chức buổi hòa nhạc, nên De Kuip được lựa chọn để tổ chức trận bán kết đầu tiên – trận có Hà Lan tham dự, và trận chung kết của giải.
Sân vận động De Kuip, được biết đến với tên gọi chính thức là sân vận động Feijenoord, tọa lạc tại quận Feijenoord ở thành phố Rotterdam. Sân có sức chứa lên đến 51.117 chỗ ngồi và là sân nhà của câu lạc bộ Feyenoord. Việc xây dựng cho sân bắt đầu vào năm 1935, và sân được khánh thành vào tháng 3 năm 1937. Sân De Kuip cũng đã thực hiện một cuộc cải tạo lớn vào năm 1994 để trở thành sân vận động có đầy đủ chỗ ngồi cho khán giả, với mái che được thiết kế mở rộng để che phủ tất cả các ghế ngồi. Đây là nơi tổ chức một số trận đấu được lựa chọn theo yêu cầu của đội tuyển bóng đá quốc gia Hà Lan và cũng là nơi được lựa chọn để tổ chức các trận chung kết của cúp KNVB kể từ năm 1989. Ngoài ra, sân còn tổ chức hai trận chung kết UEFA Champions League (vào các năm 1972 và 1982), hai trận chung kết UEFA Nations League (vào các năm 1974 và 2002) và sáu trận chung kết UEFA Cup Winners' Cup (vào các năm 1963, 1968, 1974, 1985, 1991 và 1997), đồng thời còn là nơi tổ chức năm trận đấu của UEFA Euro 2000, trong đó có trận chung kết giữa đội tuyển Pháp và đội tuyển Ý. Ngoài việc tổ chức các trận đấu, sân De Kuip còn được sử dụng để tổ chức các buổi hòa nhạc kể từ năm 1978.

## Đường đến chung kết
Ghi chú: Trong tất cả các kết quả dưới đây, tỷ số của các đội vào chung kết được đưa ra trước (H: sân nhà; A: sân khách).
| VT | Đội      | ST | Đ  |
| -- | -------- | -- | -- |
| 1  | Croatia  | 6  | 13 |
| 2  | Đan Mạch | 6  | 12 |
| 3  | Pháp     | 6  | 5  |
| 4  | Áo       | 6  | 4  |

| VT | Đội         | ST | Đ  |
| -- | ----------- | -- | -- |
| 1  | Tây Ban Nha | 6  | 11 |
| 2  | Bồ Đào Nha  | 6  | 10 |
| 3  | Thụy Sĩ     | 6  | 9  |
| 4  | Séc         | 6  | 4  |

## Trận đấu
| Croatia                                                   | 0–0 (s.h.p.) | Tây Ban Nha                                              |
| --------------------------------------------------------- | ------------ | -------------------------------------------------------- |
|                                                           | Chi tiết     |                                                          |
| Loạt sút luân lưu                                         |              |                                                          |
| - Vlašić - Brozović - Modrić - Majer - Perišić - Petković | 4–5          | - Joselu - Rodri - Merino - Asensio - Laporte - Carvajal |

| Croatia | Tây Ban Nha |

| TM               | 1  | Dominik Livaković |       |       |
| HV               | 22 | Josip Juranović   |       | 112'  |
| HV               | 6  | Josip Šutalo      |       |       |
| HV               | 5  | Martin Erlić      |       |       |
| HV               | 14 | Ivan Perišić      |       |       |
| TV               | 11 | Marcelo Brozović  |       |       |
| TV               | 10 | Luka Modrić (c)   |       |       |
| TV               | 8  | Mateo Kovačić     |       |       |
| TĐ               | 15 | Mario Pašalić     |       | 61'   |
| TĐ               | 16 | Luka Ivanušec     |       | 78'   |
| TĐ               | 9  | Andrej Kramarić   |       | 90+1' |
| Thay người:      |    |                   |       |       |
| TĐ               | 17 | Bruno Petković    | 90+2' | 61'   |
| TV               | 13 | Nikola Vlašić     |       | 78'   |
| TV               | 7  | Lovro Majer       |       | 90+1' |
| HV               | 2  | Josip Stanišić    |       | 112'  |
| Huấn luyện viên: |    |                   |       |       |
| Zlatko Dalić     |    |                   |       |       |

| TM                | 23 | Unai Simón       |     |     |
| HV                | 22 | Jesús Navas      |     | 97' |
| HV                | 3  | Robin Le Normand |     | 78' |
| HV                | 14 | Aymeric Laporte  |     |     |
| HV                | 18 | Jordi Alba (c)   |     |     |
| TV                | 16 | Rodri            | 97' |     |
| TV                | 8  | Fabián Ruiz      |     | 78' |
| TV                | 10 | Marco Asensio    |     |     |
| TV                | 9  | Gavi             | 81' | 87' |
| TV                | 15 | Yeremy Pino      |     | 66' |
| TĐ                | 7  | Álvaro Morata    |     | 66' |
| Thay người:       |    |                  |     |     |
| TĐ                | 12 | Ansu Fati        |     | 66' |
| TĐ                | 20 | Joselu           |     | 66' |
| TV                | 6  | Mikel Merino     |     | 78' |
| HV                | 4  | Nacho            | 96' | 78' |
| TĐ                | 21 | Dani Olmo        |     | 87' |
| HV                | 2  | Dani Carvajal    |     | 97' |
| Huấn luyện viên:  |    |                  |     |     |
| Luis de la Fuente |    |                  |     |     |

| Cầu thủ xuất sắc nhất trận đấu: Marcelo Brozović (Croatia) Trợ lý trọng tài: Stefan Lupp (Đức) Marco Achmüller (Đức) Trọng tài thứ tư: Ivan Kružliak (Slovakia) Trợ lý trọng tài video: Marco Fritz (Đức) Trợ lý tổ trợ lý trọng tài video: Sven Jablonski (Đức) Stuart Attwell (Anh) | Luật trận đấu - 90 phút - 30 phút của hiệp phụ nếu cần thiết - Loạt sút luân lưu nếu vẫn có tỷ số hòa - Có tối đa 12 cầu thủ dự bị - Được phép thay tối đa 5 cầu thủ dự bị, và được phép thay thêm 1 cầu thủ dự bị nữa trong hiệp phụ |